# Vietnam op de Olympische Zomerspelen 1956
Vietnam, vertegenwoordigd door Zuid-Vietnam, nam deel aan de Olympische Zomerspelen 1956 in Melbourne, Australië. Ook de tweede deelname bleef zonder medailles.

## Resultaten en deelnemers per onderdeel

### Wielersport
Mannen 1.000m scratch sprint
- Le Van Phuoc — 16e plaats

Mannen 1.000m tijdrit
- Nguyen Van Nhieu — 1:23.6 (→ 22e plaats)

Mannen individuele wegwedstrijd
- Ngo Tanh Liem — niet gefinisht (→ niet geklasseerd)
- Nguyen Hw Thoa — niet gefinisht (→ niet geklasseerd)
- Tran Gia Thu — niet gefinisht (→ niet geklasseerd)
- Trung Tung Le — niet gefinisht (→ niet geklasseerd)

Afghanistan · Argentinië · Australië · Bahama's · België · Bermuda · Birma · Brazilië · Brits-Guiana · Bulgarije · Cambodja* · Canada · Ceylon · Chili · Colombia · Cuba · Denemarken · Duits eenheidsteam · Egypte* · Ethiopië · Fiji · Filipijnen · Finland · Frankrijk · Griekenland · Groot-Brittannië · Hongarije · Hongkong · Ierland · IJsland · India · Indonesië · Iran · Israël · Italië · Jamaica · Japan · Joegoslavië · Kenia · Liberia · Luxemburg · Malakka · Mexico · Nederland* · Nieuw-Zeeland · Nigeria · Noord-Borneo · Noorwegen · Oeganda · Oostenrijk · Pakistan · Peru · Polen · Portugal · Puerto Rico · Roemenië · Singapore · Sovjet-Unie · Spanje* · Taiwan · Thailand · Trinidad en Tobago · Tsjecho-Slowakije · Turkije · Uruguay · Venezuela · Verenigde Staten · Vietnam · Zuid-Afrika · Zuid-Korea · Zweden · Zwitserland*

*alleen deelgenomen in Stockholm